# Вест-Гейвен (Коннектикут)
Вест-Ге́йвен (англ. West Haven) — місто (англ. city) в США, в окрузі Нью-Гейвен на південному заході штату Коннектикут. Населення — 55 584 особи (2020).

## Історія
Оселившись в 1648 р. Вест-Гейвен (тоді відомий як Вест-ферм) був частиною нової колонії Нью-Гейвен. У 1719 році він став окремим приходом Вест-Гейвен, але офіційно окремою частиною Нью-Гейвена став у 1822 році.

## Географія

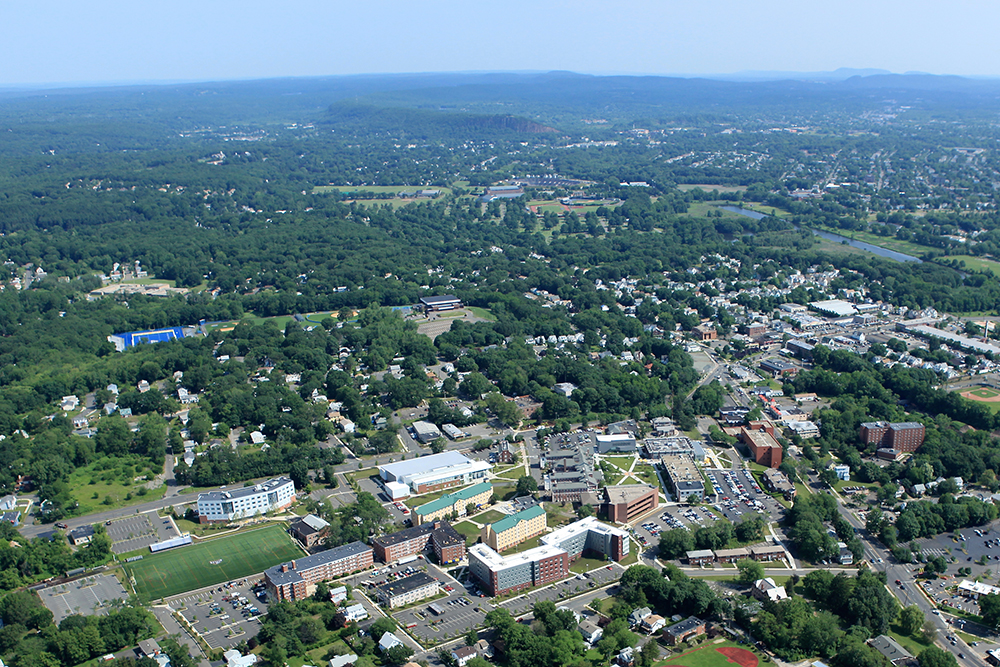
Кампус Університету Нью-Хейвена в околицях міста.

Місто Вест-Гейвен розташований на висоті 10 метрів над рівнем моря.
Вест-Гейвен розташований за координатами 41°16′20″ пн. ш. 72°58′3″ зх. д. / 41.27222° пн. ш. 72.96750° зх. д. (41.272122, -72.967498). За даними Бюро перепису населення США в 2010 році місто мало площу 28,27 км², з яких 27,83 км² — суходіл та 0,44 км² — водойми.

## Демографія

### Перепис 2010
Згідно з переписом 2010 року, у місті мешкали 55 564 особи в 21 112 домогосподарствах у складі 13 177 родин. Густота населення становила 1965 осіб/км². Було 22446 помешкань (794/км²).
Расовий склад населення:
| - 65,7 % — білих - 19,6 % — чорних або афроамериканців - 3,7 % — азіатів - 0,3 % — корінних американців - 0,2 % — вихідців з тихоокеанських островів - 7,0 % — осіб інших рас |

До двох чи більше рас належало 3,4 %. Частка іспаномовних становила 18,3 % всіх жителів.
За віковим діапазоном населення розподілялося таким чином: 20,8 % — особи до 18 років, 66,8 % — особи у віці 18—64 років, 12,4 % — особи у віці 65 років та старші. Медіана віку мешканця становила 36,6 року. На 100 осіб жіночої статі у місті припадало 93,8 чоловіка; на 100 жінок у віці від 18 років та старших — 91,3 чоловіка також старших 18 років.
Середній дохід на одне домашнє господарство становив 67 346 доларів США (медіана — 50 846), а середній дохід на одну сім'ю — 80 266 доларів (медіана — 64 358). Медіана доходів становила 45 506 доларів для чоловіків та 41 835 доларів для жінок. За межею бідності перебувало 14,4 % осіб, у тому числі 20,6 % дітей у віці до 18 років та 9,1 % осіб у віці 65 років та старших.
Цивільне працевлаштоване населення становило 26 943 особи. Основні галузі зайнятості: освіта, охорона здоров'я та соціальна допомога — 31,9 %, роздрібна торгівля — 13,3 %, виробництво — 10,8 %, мистецтво, розваги та відпочинок — 9,1 %.

### Перепис 2000
За даними перепису населення 2000 року у Вест-Гейвені проживало 52 360 людей, 13 117 сімей, налічувалося 21 090 домашніх господарств і 22 336 житлових будинків. Середня щільність населення становила близько 2 людини на один квадратний кілометр.
Расовий склад Вест-Гейвена за даними перепису розподілився таким чином: 74,15 % білих, 0,24 % — корінних американців, 2,91 % — азіатів, 0,05 % — вихідців з тихоокеанських островів, 2,79 % — представників змішаних рас, 3,57 % — інших народностей. Іспаномовні становили 9,09 % всіх жителів міста.
Населення міста за віковою діапазону за даними перепису 2000 року розподілилось таким чином: 23,1 % — жителі до 18 років, 9,7 % — між 18 і 24 роками, 31,2 % — від 25 до 44 років, 21,8 % — від 45 до 64 років і 14,2 % — у віці 65 років і старше. Середній вік жителів становив 36 років. На кожні 100 жінок у Вест-Гейвені доводилося 91,3 чоловіка, при цьому на кожні сто жінок 18 років і старше доводилося 88,2 чоловіка також старше 18 років.